# (12372) Kagesuke
(12372) Kagesuke est un astéroïde de la ceinture principale.

## Description
(12372) Kagesuke est un astéroïde de la ceinture principale. Il fut découvert le 6 mai 1994 à Ōizumi par Takao Kobayashi. Il présente une orbite caractérisée par un demi-grand axe de 2,28 UA, une excentricité de 0,10 et une inclinaison de 4,2° par rapport à l'écliptique.

## Compléments